# جون جوزيف آدامز
جون جوزيف آدامز (بالإنجليزية: John Joseph Adams)‏ هو ناقد أدبي وصحفي وناقد أمريكي، ولد في 31 يوليو 1976 في بيرث أمبوي في الولايات المتحدة.

## وصلات خارجية
- الموقع الرسمي